# Catocala texanae
Catocala texanae (tên tiếng Anh: Texan Underwing) là một loài bướm đêm thuộc họ Erebidae. Nó được tìm thấy ở Texas.
Con trưởng thành bay từ tháng 5 đến tháng 6. Có thể có một lứa một năm.